# Yefim Bronfman

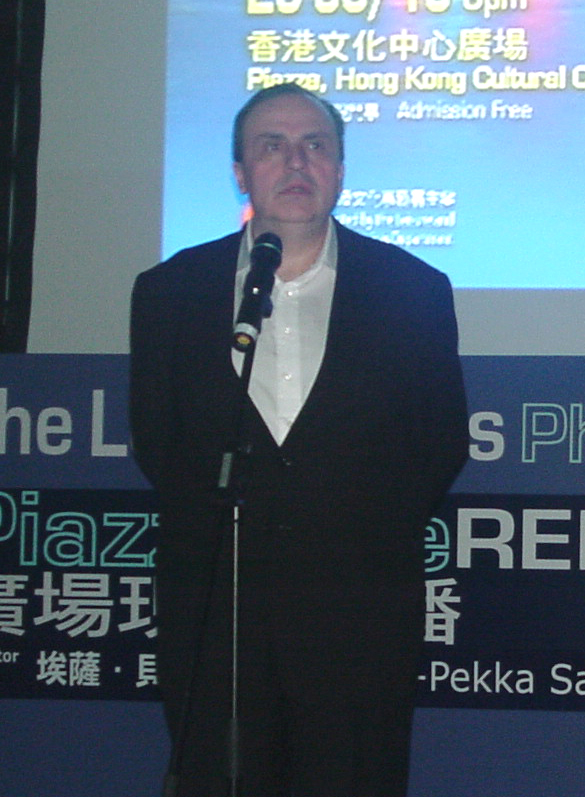
Yefim Bronfman

Yefim "Fima" Bronfman (Hebreeuws: יפים ברונפמן, Russisch: Ефим Наумович Бронфман, Jefim Naoemovitsj Bronfman) (Tasjkent, Oezbeekse SSR, Sovjet-Unie, 10 april 1958) is een Russisch-Israëlisch pianist.

## Biografie
Yefim Bronfman emigreerde naar Israël toen hij 15 was; inmiddels is hij Amerikaans staatsburger. Zijn internationale debuut maakte hij in 1975 bij het Montreal Symphony Orchestra onder leiding van Zubin Mehta.
In Carnegie Hall debuteerde hij in 1989 en hij gaf een serie recitals met Isaac Stern in 1991. Hij won een Grammy Award in 1997 voor zijn opname van de drie pianoconcerten van Bartók met het Los Angeles Philharmonic Orchestra onder leiding van Esa-Pekka Salonen. In maart 2006 voerde hij met het San Francisco Symphony Orchestra het pianoconcert van Sjostakovitsj uit. Het orkest werd gedirigeerd door Mstislav Rostropovitsj.
Bronfman is ook een toegewijd beoefenaar van kamermuziek en heeft al met vele bekende ensembles en instrumentalisten opgetreden. Met het Israel Philharmonic Orchestra onder leiding van Zubin Mehta heeft hij  voor Sony de complete pianoconcerten en sonate’s van Sergej Prokofjev opgenomen.
In januari 2007 gaf hij de première van het pianoconcert van Esa-Pekka Salonen, met het New York Philharmonic, dat voor deze gelegenheid gedirigeerd werd door de componist zelf. Ook de Europese première, tijdens de Proms met het BBC Symphony Orchestra nam hij voor zijn rekening. In mei 2008 voerde Bronfman het eerste pianoconcert van Brahms uit met Michael Tilson Thomas en het San Francisco Symphony.